# Pseudopsodos placilla
Pseudopsodos placilla là một loài bướm đêm trong họ Geometridae.